# Josep Montserrat i Cuadrada
Josep Montserrat i Cuadrada (Valls, 23 de gener de 1873 - Barcelona, 16 de febrer de 1925) fou un polític vallenc, president de la Diputació de Tarragona.
Pertanyia a una família de comerciants de cuir. Continuà els negocis de la família i el 1901 fou president de la Conferència Agrícola i de la Lliga de Contribuents, i el 1908 fou vocal de la junta directiva del Banc de Valls, del qual en fou un dels directors des de 1912. Alhora, milità en la Lliga Regionalista, partit amb el qual fou elegit regidor de l'Ajuntament de Valls de 1909 a 1917. En 1917 fou elegit diputat de la Mancomunitat de Catalunya pel districte de Valls amb una candidatura autonomista partidària de dotar amb més poders aquest organisme; va mantenir l'escó fins a l'arribada de la dictadura de Primo de Rivera el 1924. Va formar part de les comissions provincial i d'hisenda, intentà impulsar la xarxa de transports i la línia Tarragona-Ponts, i el 1918 fou vocal del Comitè Directiu de l'Assemblea de la Premsa Nacionalista de les Comarques Tarragonines. En 1917 fou nomenat vicepresident de la Mancomunitat, i l'agost de 1919 fou president de la Diputació de Tarragona, càrrec que va mantenir fins a agost de 1921.
En març de 1921 formà part de la Comissió d'Indústria i Comerç de la Mancomunitat, alhora que el Banc de Valls obria el crèdit al sector agrari per tal de construir cellers cooperatius i fàbriques d'oli, fomentant el sindicalisme agrari. El juny de 1924 fou un dels signants al Teatre Bartrina de Reus de les bases de la Junta de Defensa del Riu Francolí i Pantà de Vilaverd. Va morir el 16 de febrer de 1925 en un hospital de Barcelona a causa de complicacions en una operació.
El seu amic, el poeta Josep Maria Rendé i Ventosa li va dedicar un article d'homenatge.